# Via Roma (Palermo)
Via Roma è una strada di Palermo. Venne realizzata a cavallo tra la fine dell'XIX e la prima metà del XX secolo (precisamente tra il 1894, con lo sventramento degli edifici poco a sud dell'ingresso ovest di via Maqueda, e il 1936, con la realizzazione dell'ingresso di piazza Giulio Cesare), nell'ambito del primo piano regolatore della città.

## La via
La via collega la Stazione Centrale al Teatro Politeama tagliando il Corso Vittorio Emanuele e piazza San Domenico dove si trova l'omonima chiesa. Ai lati della via sono stati costruiti negli anni molti edifici, tra cui le sedi di alcune banche, il Palazzo delle Poste, il teatro Biondo, il Palazzo del Banco di Sicilia, Palazzo Moncada di Paternò, senza contare i numerosissimi palazzi, (anche privati) realizzati in stile eclettico o Liberty, che , tuttavia, serviranno solo per ornare la via e per nascondere la miseria dei quartieri attraversati, dato che questi edifici, con la loro altezza, eclissavano le basse abitazioni circostanti, rendendo di fatto la Via Roma una strada celebrativa e non funzionale, come originariamente era nelle intenzioni dei progettisti.

## Storia
La zona attualmente attraversata da Via Roma fino alla fine dell'Ottocento era composta da palazzi di edilizia popolare e vi si trovavano alcuni dei quartieri più poveri della città.
Dopo l'Unità d'Italia la città cominciò (come del resto in molte città italiane) un grande periodo architettonico per celebrare l'evento. In questo programma architettonico erano compresi, tra le altre cose la costruzione del Teatro Massimo e la creazione di grandi arterie all'interno della città vecchia per migliorare la viabilità. L'idea iniziale erano quattro strade che dividessero i Quattro mandamenti in sedici, il piano non si intraprese ma venne attuato solo quello di riserva che prevedeva l'unione della nuova Stazione Centrale con i quartieri nuovi e con il Porto. 
Un primo piano redatto dall'ufficio tecnico comunale nel 1866 rimane disatteso. Molta più fortuna avranno invece i due piani regolatori del 1884 e del 1885, il primo porta la firma ancora di Castiglia, il secondo di piano Giarrusso.
"Il Piano regolatore di risanamento” di Felice Giarruso, in particolare, propone un'espansione urbana intorno al centro storico con tracciati stradali a pianta ippodamea . Lo sviluppo più marcato si ha in direzione Ovest lungo l'asse viario alberato di Viale della Libertà, (realizzato alla fine degli anni cinquanta del XIX secolo per volere del governo borbonico) , nella zona tra via Mariano Stabile e i due importanti parchi urbani di Villa Trabia e del Giardino Inglese. L'area intorno al viale diventerà quindi la zona prediletta dei borghesi palermitani per la costruzione di ville e palazzi.

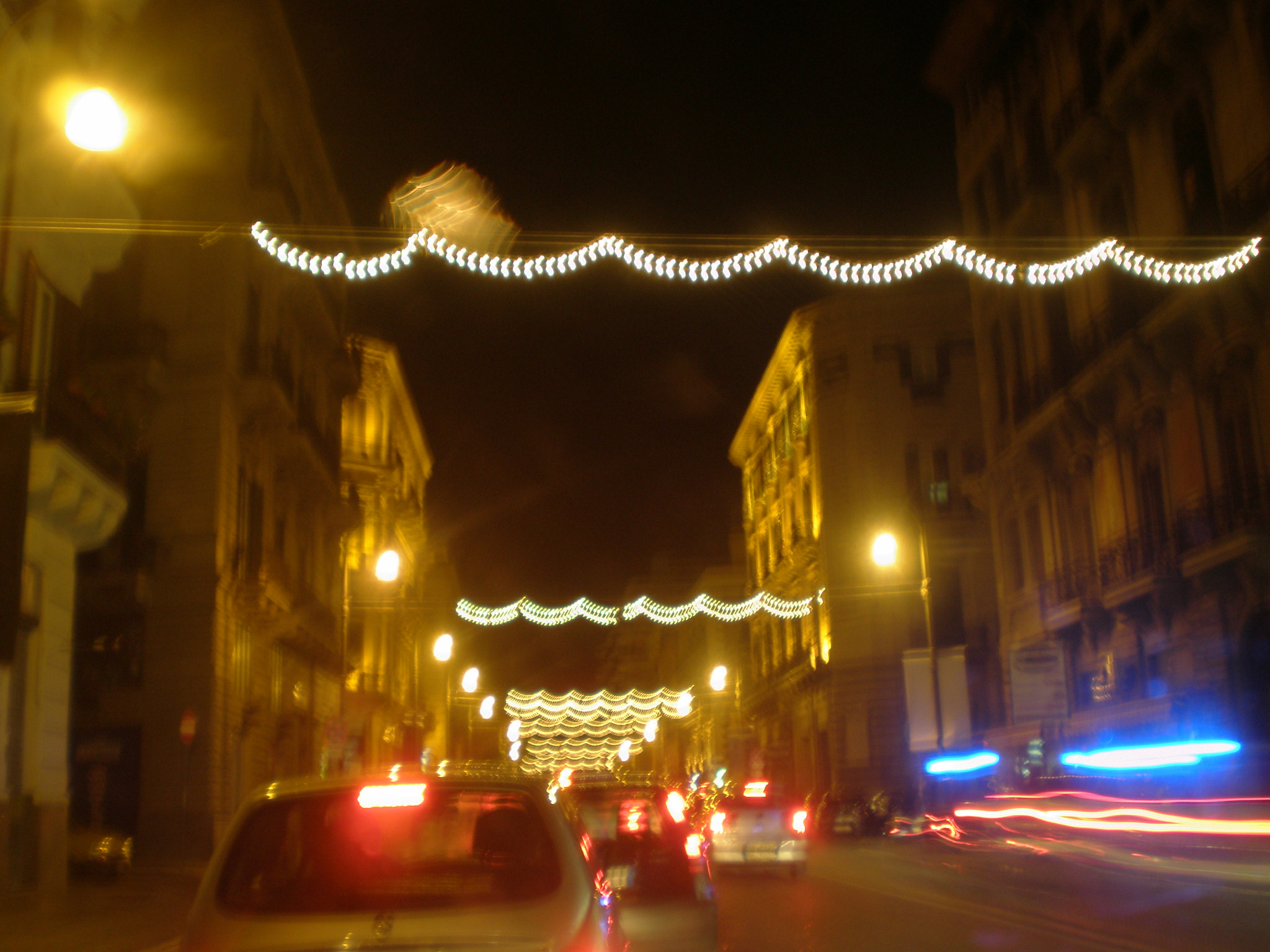
Via Roma durante le festività natalizie.

La via Roma nasce come arteria principale di collegamento fra la stazione ferroviaria e la città nuova ed il porto. È un'opera imponente, prevede la demolizione palazzi nobiliari, chiese, conventi, quartieri popolari (la cosiddetta Conceria), tanto imponente da richiedere per la realizzazione complessiva un secondo piano regolatore: il "Piano di risanamento e ampliamento”, sempre del Giarrusso, datato 1894.
Per fare spazio alla nuova via, si stravolge la planimetria complessiva del centro storico palermitano e si perdono irrimediabilmente patrimoni cittadini. Gran parte di Palazzo Arezzo di Celano, ricostruito dagli architetti Giovan Battista e Francesco Paolo Palazzotto (1897), Palazzo Monteleone, il giardino all'Olivella, il Complesso della Chiesa di Santa Rosalia, il cortile dei Gallinai, il sistema della Chiesa di Montesanto, le mura dello Stazzone e dell'Itria sono esperienze architettoniche che rimangono solo nelle splendide fotografie di Emanuele Giannone e di Edoardo Alfano o in mappe d'epoca.
 Oltre le opere distrutte di cui uno dei palazzi nobiliari era quello dei Marchesi Sabia mecenati per la costruzione del convento di San Domenico vicino al loro palazzo lo testimonia una bifora di una finestra con il loro stemma conservato presso il Palazzo Abatellis, nel complesso il centro storico è rivoluzionato : il Piano Imperiale (oggi Piazza San Domenico), il mercato della Vucciria e il quartiere San Giuliano vengono stravolti dalla mastodontica impresa urbana. L'aspetto della città prima della costruzione della strada, si può osservare in alcune antiche piante (consultabili anche via internet). Le strade della città antica si dirigono da Occidente a Levante, seguendo la direzione del displuvio delle acque, cioè dal monte al mare. La nuova è invece caratterizzata dal movimento trasversale di via Roma.
Il modello è quello della Parigi progettata dal barone Haussmann e voluta da Napoleone III. I primi sventramenti sono relativamente semplici: chiese abbandonate e vecchie abitazioni popolari. Subito oltre la chiesa di Sant'Antonio Abate, le demolizioni lasciano scoperta la zona della Amalfitania e il mercato della Vucciria. La vista di questo quartiere povero pieno di sporcizia e di miseria non piace al gusto della borghesia moderna dell'epoca.
(Giorgianni)
Questa costruzione enorme e del ‘tutto anomala’ ha le forme di un largo corridoio "laddove la curva della via Maccheronai lambisce quasi la via Roma, i primi lavori finiscono nel 1898.
Nel 1906 iniziano i lavori per un ulteriore prolungamento. Il tracciato prevede un prolungamento della Via Roma da piazza San Domenico fino alla via Ingham, fatta costruire dalla famiglia inglese proprio per raggiungere più agevolmente la propria abitazione da Nord e dal mare. I lavori iniziano seguendo le precise indicazioni di Giarrusso e seguendo il percorso rettilineo. Ma, subito dopo la demolizione del grande giardino dell'Olivella, avviene il colpo di scena. Seguendo le delibere comunali e le indicazioni della Sovraintendenza alle Belle Arti, all'altezza del convento dei gesuiti, i lavori sono spostati di alcuni metri a Nord-Est verso il mare. Il punto di raccordo con via Cavour viene spostato secondo un nuovo e diverso asse. La via Roma non è più un rettilineo ‘perfetto’.

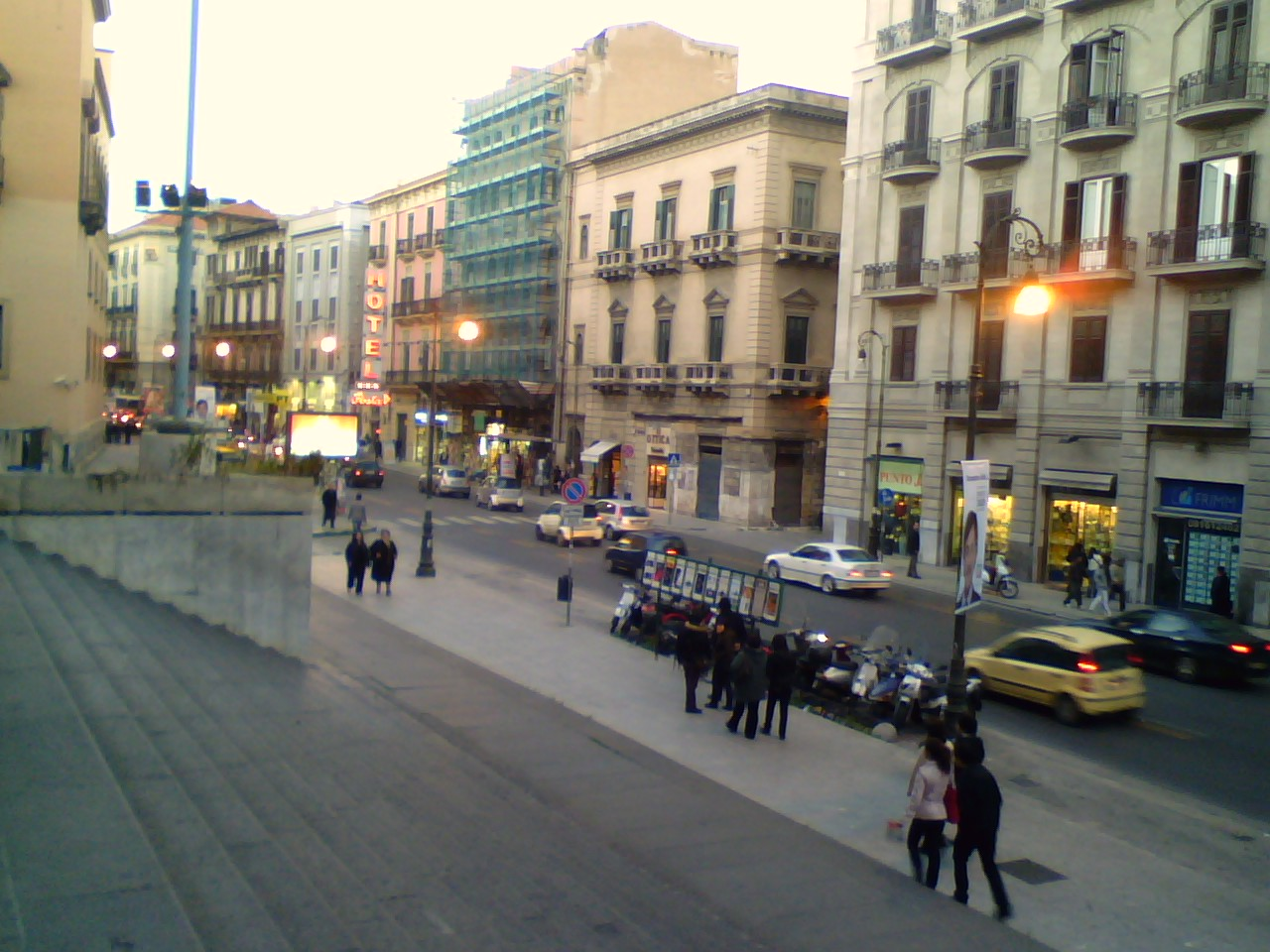
Visione di Via Roma dalle poste centrali.

Inutile dire che si grida subito allo scandalo. Giarrusso si dimette e si allontana dai lavori, l'opposizione presenta migliaia di istanze e viene istituita la prima Commissione Comunale di Inchiesta. La Commissione però è presieduta dallo stesso sindaco di Palermo, Giuseppe Tasca Lanza e dai suoi assessori e uomini fidati. Nuove proteste si levano immediatamente e nel 1908 il Governo italiano, interessatissimo a fare da paciere nella spinosa situazione, istituisce una Commissione governativa di inchiesta. La Commissione nella sua relazione si limita a distribuire ramanzine e critiche, comminando, come detto, una complessiva assoluzione.
Rivista nell'ottica attuale, "questa fatale deviazione di via Roma non sembra così terribile. L'entusiasmo per la grande arteria cittadina, che ‘in modo moderno’ doveva correre dritta da Piazza Giulio Cesare (dove si trovava la stazione) a via Cavour, era scemato grandemente dopo le polemiche sorte in merito alle distribuzioni catastali e gli sventramenti."

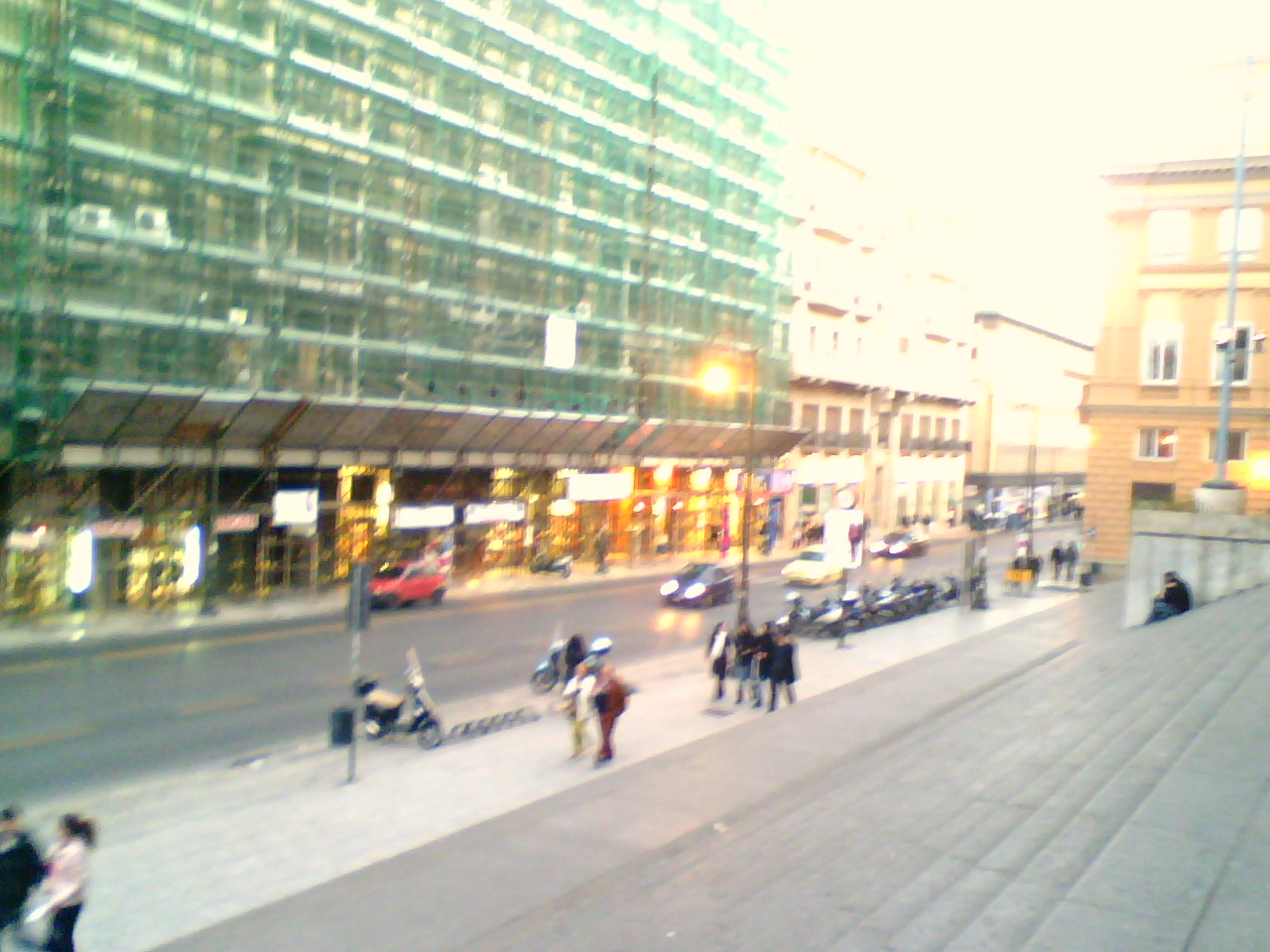
Visione di Via Roma dalle poste centrali.

Il terzo tronco viene realizzato fra il 1908 e il 1920, con una pausa durante la guerra. Il quarto tronco viene ultimato nel 1922, due anni dopo nel 1924 viene approvato il progetto di un ingresso monumentale in piazza Giulio Cesare davanti alla stazione. Il progetto vincitore viene però portato a termine solo dieci anni dopo nel 1932, data che in un certo senso segna la fine della grande avventura del Taglio di via Roma.
Il terzo tronco prevedeva il taglio da via Vittorio Emanuele a via San Cristoforo. L'idea è sempre quella, come ricorda Zappulla, di realizzare una cortina di edifici lungo il rettifilo che corrispondesse alla moda ed al gusto europeo dell'epoca. Certo è indubbio che i lavori prodotti "anche ammettendo che nell'intenzionalità dei progettisti ci fosse un'aspirazione a un'attenta e creativa ricerca progettuale, purtroppo troppo spesse volte non diedero i risultati sperati e le realizzazioni non furono all'altezza delle premesse e dei valori relativi dei singoli progettisti.”

## Via Roma nuova
La via Isidoro Carini e le successive vie Pasquale Calvi, Generale Carlo Alberto Dalla Chiesa e Marchese di Villabianca è comunemente nota, per la maggior parte dei palermitani, come via Roma Nuova, essendo idealmente il prolungamento di questa oltre piazza Luigi Sturzo.